# 増野周万
増野 周万（ますの しゅうまん、1886年（明治19年）3月23日 - 1959年（昭和34年）5月4日）は、大日本帝国陸軍軍人。最終階級は陸軍中将。

## 経歴
石川県出身。陸軍士官学校第19期、陸軍大学校第32期卒業。1923年（大正12年）8月に陸軍歩兵少佐に進級し、同年9月時点で飛行3大隊附の任にあった。1924年（大正13年）9月時点で飛行第2大隊附に転じ、1925年（大正14年）5月に航空兵科に転科し、下志津陸軍飛行学校教官兼同校研究部部員に着任した。1927年（昭和2年）7月に陸軍航空兵中佐に進級し、同時に下志津陸軍飛行学校附となり、同年12月には陸軍大学校教官に任に就いた。
1931年（昭和6年）8月に陸軍航空兵大佐に進級し、1932年（昭和7年）4月に飛行第7連隊長（第3師団）に就任した。1933年（昭和8年）7月に陸軍航空本部附に転じ、1934年（昭和9年）3月に下志津陸軍飛行学校研究部主事となり、1935年（昭和10年）8月には下志津陸軍飛行学校幹事に着任した。
1936年（昭和11年）3月に陸軍少将に進級し、1937年（昭和12年）3月に陸軍航空本部第1部長に転補され、1938年（昭和13年）7月に浜松陸軍飛行学校長に着任した。1939年（昭和14年）3月9日に陸軍中将に進級し、同年8月1日に第1飛行集団長に就任。1940年（昭和15年）1月8日に挙行された陸軍始観兵式で陸軍航空部隊を指揮した。同年8月1日に待命となり、8月31日に予備役に編入された。
予備役編入後は静岡相互銀行に勤務し、相談役を務めた。